# Robert J. Steelman
Robert J. Steelman, né le 7 mars 1914 à Colombus dans l'Ohio, est un écrivain américain, auteur de western.

## Biographie
Il fait des études à l'université d’État de l’Ohio où il obtient un diplôme en 1934. En qualité de technicien civil en électronique, il travaille de 1936 à 1946 pour l'armée des États-Unis, puis pour la marine américaine jusqu'en 1949.
Spécialisé dans le genre western « qu'il veut sortir de son ghetto pour en faire un genre littéraire » selon Claude Mesplède et Jean-Jacques Schleret, il publie son premier roman, Stages South, en 1956.
Retour en flèches (Cheyenne Vengeance) raconte le parcours d’un jeune Cheyenne rescapé de la Bataille de la Washita envoyé par son grand-père à l'école des Blancs pour mieux les connaître et afin de se venger ultérieurement. « Un excellent voyage initiatique » selon Claude Mesplède et Jean-Jacques Schleret.
Dans La Belle Dame chez les sioux (Portrait of a Sioux), « Steelman fait œuvre originale, en particulier dans son souci de dépeindre les Indiens autrement que comme des sauvages sous-développés » selon Claude Mesplède. 
Toujours selon le même critique, Les Pendus en balade (The Man They Hanged), qui commence comme dans Les Misérables de Victor Hugo par le vol d'un couvert en argent, est « original par son sujet et son ton, ce western sort des sentiers battus ».

## Œuvre

### Romans
- Stages South, 1956
- Apache Wells, 1959
- Call of the Arctic, 1960
- Ambush At Three Rivers, 1972
- Cheyenne Vengeance, 1974
  - Retour en flèches, Série noire no 1876, 1982
- The Fox Dancer, 1975
- Sun Boy, 1975
  - Le Fugitif de Red River, Le Masque Western no 161, 1976
- Portrait of a Sioux, 1976
  - La Belle Dame chez les sioux, Super noire no 107, 1978
- The Galvanized Reb, 1977
- Lord Apache, 1977
- Surgeon to the Sioux, 1979
- The Great Yellowstone Steamboat Race, 1980
  - Les Fugitifs, Le Masque western no 244, 1981
- The Man They Hanged, 1980
  - Les Pendus en balade, Série noire no 1857, 1982
- The Prairie Baroness, 1981

## Sources
- Claude Mesplède, Les Années Série noire vol.4 (1972-1982) Encrage « Travaux » no 25, 1995
- Claude Mesplède, Les Années Série noire vol.5 (1982-1995), Encrage « Travaux » no 36, 2000
- Claude Mesplède et Jean-Jacques Schleret, SN Voyage au bout de la Noire, Futuropolis, 1982
- Claude Mesplède et Jean-Jacques Schleret, SN Voyage au bout de la noire (additif mise à jour 1982-1985), Futuropolis, 1985